# Bebericher Straße 1 (Mönchengladbach)

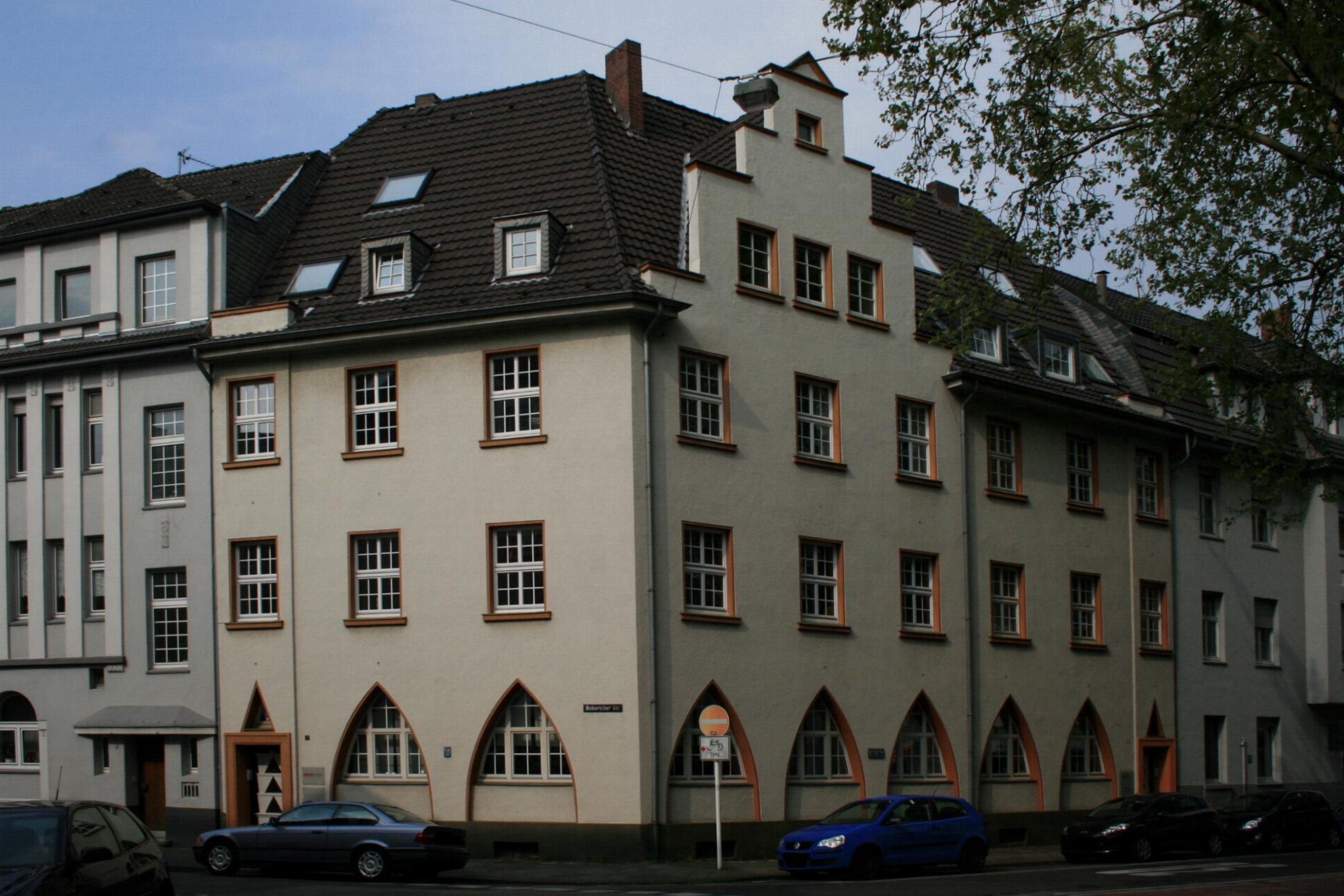
Eckhaus Bebericher Straße 1 (2010), die beiden Spitzbögen und der Eingang rechts gehören zum Haus Am Neuen Wasserturm 1

Das Wohnhaus Bebericher Straße 1 befindet sich im Stadtteil Windberg in Mönchengladbach (Nordrhein-Westfalen).
Das Haus wurde 1925/26 erbaut. Es ist unter Nr. B 153 am 7. Dezember 1994 in die Denkmalliste der Stadt Mönchengladbach eingetragen worden.

## Architektur
Dreigeschossiges Eckgebäude unter steil und hoch ausgebildetem Satteldach mit Fußwalm; durch Aufschiebling zur Traufe abgeflacht. Bei im Prinzip gleich schlichter Fassadengestaltung mit jeweils drei Fensterachsen ist die der Straße „Am Neuen Wasserturm“ zugewandte Seite malerisch akzentuiert durch ein die gesamte Fassadenbreite einnehmendes Zwerchhaus mit Treppengiebel.
Durch knappes Hervortreten aus der Wandfläche ist die Eingangsachse zur Bebericher Straße betont. Alle Fenster in regelmäßiger Reihung. Die des Erdgeschosses als große, arkadenähnliche Spitzbogenfenster ausgebildet; die der Obergeschosse gleichförmig hochrechteckig mit flach aufgelegter Putzrahmung und markanten Sohlbänken. Die drei Öffnungen des Zwerchhauses sind analog, jedoch kleiner formuliert.
Im oberen Giebelfeld ein entsprechendes kleines Rechteckfenster. Der Hauseingang ist mit einer breit profilierten Rahmung gefasst und durch ein spitzwinkeliges Oberlicht, das sich als Dekormotiv mehrfach in der Haustüre wiederholt, betont. Die Dachfläche zur Bebericher Straße durchbrechen zwei Gauben.
Das Gebäude bildet eine gestalterische Einheit mit dem Haus Am Neuen Wasserturm 1.